# 다루미촌 (아이치현)
다루미촌(樽水村)은 아이치현 지타군에 설치되었던 촌이다. 현재의 도코나메시에 해당한다.